# Kim Min-joung
Kim Min-joung (Seul, 30 luglio 1982) è un'attrice sudcoreana.

## Biografia
Nata a Seul nel 1982, inizia la propria carriera di attrice nel 1988. Ha partecipato a numerose pellicole, tra cui i film Jakjeon (2009) e Bam-ui yeo-wang (2013); tra le serie televisive a cui ha partecipato sono presenti Gasinamusae (2013), Mr. Sunshine (2018)  e Gungmin yeoreobun! (2019).

## Filmografia

### Cinema
- Jakjeon (작전?), regia di Lee Ho-jae (2009)
- Bam-ui yeo-wang (밤의 여왕?), regia di Kim Je-yeong (2013)

### Televisione
- Fashion 70s (패션 70s?) – serie TV (2005)
- New Heart (뉴하트?) – serie TV (2007-2008)
- Gasinamusae (가시나무새?) – serie TV (2011)
- Man to Man (?) – serie TV (2017)
- Mr. Sunshine (?) – serie TV (2018)
- Gungmin yeoreobun! (국민 여러분!?) – serie TV (2019)
- The Devil Judge (악마판사?) – serie TV (2021)
- Check-in Hanyang (체크인 한양?, Chekeu-in Han-yangLR) – serie TV (2024-2025)